# Colonia Benito Juárez, Oaxaca
Colonia Benito Juárez är en ort i Mexiko.   Den ligger i kommunen Santo Domingo Tehuantepec och delstaten Oaxaca, i den sydöstra delen av landet, 500 km sydost om huvudstaden Mexico City. Colonia Benito Juárez ligger 67 meter över havet och antalet invånare är 214.
Terrängen runt Colonia Benito Juárez är platt åt sydost, men åt nordväst är den kuperad. Terrängen runt Colonia Benito Juárez sluttar österut. Runt Colonia Benito Juárez är det tätbefolkat, med 319 invånare per kvadratkilometer. Närmaste större samhälle är Santo Domingo Tehuantepec, 2,5 km öster om Colonia Benito Juárez. Trakten runt Colonia Benito Juárez består till största delen av jordbruksmark.